# Januari 2003
Dit artikel geeft een chronologisch overzicht van alle belangrijke gebeurtenissen per dag in de maand januari van het jaar 2003.

## Gebeurtenissen

### 1 januari
- België - Voornamelijk Vlaanderen kampt met wateroverlast na dagenlang overvloedige regenval, in Nederland is Maastricht bedreigd door de hoge waterstand van de Maas.
- België - Door een vermindering van de persoonlijke bijdrage aan de sociale zekerheid stijgen de laagste lonen. De pensioenen van personen die in 1995 en daarvoor met pensioen gingen, stijgen met 1 tot 2 procent.
- België - De maximale arbeidsduur voor werknemers in de privésector gaat omlaag van 39 naar 38 uur.
- België - Het Belgisch Staatsblad verschijnt enkel nog elektronisch en niet meer in gedrukte versie.
- Brazilië - Luiz Inacio Lula da Silva treedt aan als president van Brazilië.
- Europese Unie - Griekenland is het komende half jaar voorzitter van de Europese Unie. Het neemt het voorzitterschap over van Denemarken.
- Europese Unie / Bosnië en Herzegovina - De Europese Unie neemt in Bosnië en Herzegovina de activiteiten over van een VN-vredesmacht die daar tien jaar aanwezig was.
- Frankrijk - Er is alweer een schip, nu de tanker Vicky met 70 000 ton dieselolie aan boord, in aanvaring gekomen met het op 14 december gezonken schip Tricolor (zie ook 16 december 2002).
- Mexico / Veracruz - Bij een explosie op een vuurwerkmarkt in Veracruz komen 37 mensen om het leven.
- Nederland - In Nederland wordt het nieuwe erfrecht van kracht.
- Oostenrijk - Graz wordt voor een jaar Culturele Hoofdstad van Europa.
- Zwitserland - Pascal Couchepin wordt president van Zwitserland.

### 2 januari
- Frankrijk - Voor de kust van Duinkerke vaart de Turkse olietanker Vicky op het scheepswrak van het Noorse autoschip Tricolor, dat daar op 14 december 2002 gezonken was.
- Italië - Het Italiaanse vulkaaneiland Stromboli wordt geëvacueerd ten gevolge van hevige aardschokken en een lavastroom van de uitgebarsten vulkaan. Enkel plaatselijke overheidsfunctionarissen blijven op het eiland.

### 3 januari
- België - De Turnhoutse drukkerij Brepols wordt failliet verklaard; 330 mensen staan op straat.

### 4 januari
- Algerije - Bij twee moordpartijen gepleegd door islamitische gewapende groepen worden 56 mensen, onder wie 43 militairen, gedood.
- Nederland / Verenigde Staten - Clonaid maakt bekend dat er een tweede menselijke kloonbaby is geboren, het gaat om een kind van een Nederlands lesbiennekoppel.

### 5 januari
- Duitsland - In Frankfurt wordt een Cessna-sportvliegtuigje gekaapt waarvan de kaper dreigt neer te storten op het gebouw van de Europese Centrale Bank.
- Litouwen - In de tweede en laatste ronde van de Litouwse presidentsverkiezingen verslaat uitdager en oud-premier Rolandas Paksas verrassend zittend president Valdas Adamkus.
- Israël - Bij twee zware bomaanslagen in Tel-Aviv vallen 24 doden, waaronder de beide daders.

### 6 januari
- China - Het Chinese persbureau Xinhua meldt dat de onbemande ruimtevaartvlucht van de capsule Shenzhou-4, die de dag ervoor terug op aarde is terechtgekomen, een "volledig succes" is.
- Irak - In een toespraak op televisie beschuldigt president Saddam Hoessein de wapeninspecteurs van de Verenigde Naties van spionage voor de CIA.

### 7 januari
- Democratische Republiek Congo - 26 personen, onder wie kolonel Eddy Kapend, worden ter dood veroordeeld voor hun rol bij de moord op president Laurent-Désiré Kabila in 2001.
- Verenigd Koninkrijk - Na de vondst van het gif ricine worden zes personen van Noord-Afrikaanse afkomst in Londen gearresteerd door de antiterreureenheden van de Britse politie.
- Verenigde Staten - President George W. Bush kondigt verdere belastingverlagingen aan.
- De snelheid van een zwaartekrachtsveld wordt voor het eerst direct bepaald (uitkomst: de lichtsnelheid). Het resultaat wordt later door anderen in twijfel getrokken.

### 8 januari
- Nieuw-Zeeland - Zo'n 159 walvissen komen op het strand van Ocean Beach terecht. Zeker tachtig dieren komen om door oververhitting en stress. Ook op de noordwestkust van Spanje spoelen walvissen aan. Slechts twee worden gered, de overige 28 overlijden.
- Een klein passagiersvliegtuig van US Airways met aan boord 19 passagiers en twee bemanningsleden stort tijdens het opstijgen neer in Charlotte in North Carolina. Alle inzittenden komen om het leven.

### 10 januari
- Europa - Grote delen van Europa hebben te lijden van het winterweer. De ijzige koude veroorzaakt vooral problemen in Frankrijk, Italië, Spanje, Oostenrijk en Duitsland. De kou in Duitsland heeft inmiddels aan zeven mensen het leven gekost.
- Noord-Korea - Noord-Korea stapt uit het non-proliferatieverdrag
- Verenigde Staten - George Ryan verleent kort voor zijn vertrek als gouverneur van Illinois, gratie aan 171 ter-dood-veroordeelden. Vier worden in vrijheid gesteld, drie krijgen 40 jaar, de rest levenslang.

### 13 januari
- Ivoorkust - De regering van Ivoorkust, waar al een aantal maanden een burgeroorlog aan de gang is, tekent een wapenstilstand met twee rebellenbewegingen.
- Verenigd Koninkrijk / Londen - De internationale wapeninspecteurs hebben maanden, mogelijk nog een jaar nodig voor een 'betrouwbaar' onderzoek naar illegale wapens in Irak. Dit blijkt uit verklaringen van het Internationaal Atoomenergie Agentschap, dat verantwoordelijk is voor controle op kernwapens.

### 15 januari
- België - Timmy Simons wint de Belgische Gouden Schoen 2002.
- Irak - De Verenigde Staten vragen de onrechtstreekse ondersteuning van de NAVO in het geval van een militaire interventie in Irak.

### 16 januari
- Irak - In een opslagplaats ontdekken de VN-wapensinspecteurs elf lege raketkoppen voor chemische wapens die door Irak niet waren vermeld in het wapenrapport.
- Nederland / Rotterdam - Een bijtende stof (orthocresol), die na een implosie weglekt uit een tank bij Vopak in de Botlek, zorgt voor stankoverlast tot op een afstand van 50 kilometer. Vooral Vlaardingen wordt getroffen.

### 17 januari
- België - Marc Dutroux, Michel Lelièvre en Michelle Martin, de hoofdverdachten in de Zaak Dutroux, worden doorverwezen naar het Hof van assisen. De Brusselse zakenman Michel Nihoul niet.
- Frankrijk/Spanje - De Somport-tunnel tussen Pau en Zaragoza wordt geopend.

### 19 januari
- In Washington D.C. en Brussel, maar ook in andere steden in de wereld, zijn er betogingen tegen een aanval op Irak.

### 20 januari
- België - De Antwerpse politicus Ward Beysen stapt uit de VLD en richt het Liberaal Appèl op.
- Nederland / Den Haag - De voormalige Servische president Milan Milutinović biedt zich vrijwillig aan bij het Joegoslaviëtribunaal in Den Haag.
- Verenigd Koninkrijk - De Britse politie arresteert zeven mannen op verdenking van terrorisme na een inval in de moskee van Finsbury Park.

### 21 januari
- Israël / Jeruzalem Leden van de pro-Iraanse Hezbollah beweging vuren granaten af op posten van de Israëlische strijdkrachten in de buurt van het omstreden gebied Shebaa Farms in het noorden van Israël. Het is voor het eerst sinds vier maanden dat dit gebeurt. Guerrillastrijders vallen met granaten en machinegeweren de legerpost Roiseit al Alaam aan in de bezette Shebaa Farms die herhaaldelijk getroffen wordt.

### 22 januari
- Nederland - De verkiezingen voor de Tweede Kamer resulteren in een grote winst voor de PvdA en groot verlies voor de LPF. Het CDA blijft de grootste partij. CDA en VVD halen samen geen meerderheid, en een CDA-PvdA kabinet lijkt dan ook het meest logisch. Zie Tweede Kamerverkiezingen 2003 voor meer informatie.
- Mexico - Colima wordt getroffen door een aardbeving. Er vallen 27 doden en enkele honderden gewonden.

### 23 januari
- China - Op basis van fossielen gevonden in de provincie Liaoning presenteert de onderzoeksgroep van Xu Xing Microraptor gui, een dinosauriër met veren aan zowel voor- als achterpoten en staart. De vondst veroorzaakt grote opschudding in de wereld van de biologie.

### 25 januari
- Australië / Melbourne - Serena Williams wint het tennistoernooi op de Australisch Open. Zij is daarmee de vierde tennisster die de vier grandslamtitels tegelijk in handen heeft.
- Frankrijk - De Grand Prix van het Internationaal stripfestival van Angoulême gaat naar de Fransman Régis Loisel, bekend van zijn stripserie Op zoek naar de tijdvogel.

### 26 januari
- Australië / Melbourne - Andre Agassi wint het Australische Open tenniskampioenschap. Martina Navrátilová schrijft historie in Melbourne. Met haar 46 jaar en drie maanden is zij de oudste tennisser (man of vrouw) die ooit een titel op de Australische Open wint. Norman Brookes was met 46 jaar en twee maanden haar voorganger. Hij won in 1924 het mannendubbel.

### 27 januari
- VN - Hans Blix, leider van de wapeninspecties in Irak, brengt verslag uit aan de Veiligheidsraad. Hij geeft aan dat de Iraakse regering nog niet voluit meewerkt, maar vraagt ook om extra tijd.

### 28 januari
- België - Op het strand van De Haan en Bredene spoelen olieklonters aan afkomstig van het op 14 december 2002 gezonken schip Tricolor. Meer dan 800 vrijwilligers helpen mee om de met olie besmeurde vogels die op het stand aanspoelen te redden.
- Israël - Bij parlementsverkiezingen wint de Likoed-partij van Ariel Sharon (38 van 120 zetels), en verliest de Arbeidspartij (van 26 naar 19 zetels).

### 29 januari
- Verenigde Staten - AOL Time Warner meldt een verlies van bijna 100 miljard dollar, het grootste verlies ooit geleden door een bedrijf in één jaar.

### 30 januari
- België - Tom Lanoye wordt de eerste stadsdichter van de stad Antwerpen.
- Verenigde Staten - Richard Reid wordt tot levenslang veroordeeld. In december 2001 had hij getracht een plastic bom in zijn schoen te laten ontploffen op een trans-Atlantische vlucht.

## Overleden
← · januari · februari · maart · april · mei · juni · juli · augustus · september · oktober · november · december ·  →